# داروين نونيز
داروين غابرييل نونيز ريبيرو (بالإسبانية: Darwin Núñez؛ تلفظ بالإسبانية: /ˈdaɾwĩn ˈnuɲes/؛ مواليد 24 يونيو 1999)، المعروف ببساطة باسم داروين (تلفظ بالإسبانية: /daɾwĩn/)، هو لاعب كرة قدم أوروغواياني يلعب في مركز رأسَ الحربة مع نادي الهلال في الدوري السعودي للمحترفين و‌منتخب الأوروغواي لكرة القدم..
اُستدعي داروين لمنتخب الأوروغواي الأول لأول مرة في أكتوبر 2019. وسجل هدفه الأول للأوروغواي في مباراته الدولية الأولى أمام بيرو. كما كان ضمن تشكيلة الأوروغواي في كأس العالم 2022 المقامة في قطر.

## مسيرته الكروية

### بينارول
ولد داروين في أرتيغاس، وانضم إلى فريق شباب لنادي بينارول في عام 2013، وهو يبلغ من العمر 14 عامًا. استمرت إقامته الأولى لأشهر فقط، لكنه عاد لاحقًا إلى النادي في عام 2014.
قضى داروين الأشهر الأولى من عام 2017 وهو يعالج الإصابة التي تعرض لها في الركبة. لعب لأول مرة مع الفريق الأول كذلك في الدوري الأوروغواياني الممتاز يوم 22 نوفمبر 2017 ، وجاء في الشوط الثاني كبديل للاعب ماكسي رودريغيز في  خسارة 2-1 خارج أرضه ضد ريفر بليت مونتيفيديو، ولكنه خضع لعملية جراحية أخرى في الركبة في الشهر التالي بسبب الإصابة.
سجل داروين هدفه الاحترافي الأول في 13 أكتوبر 2018، مسجلاً الهدف الأول في المباراة التي انتهت بفوزه 2–0 على أرضه ضد نادي فينيكس. في 14 يوليو 2019، سجل هاتريك في الفوز 4–0 على بوسطن ريفر.

### ألميريا
في 29 أغسطس 2019، أعلن نادي ألميريا الذي يلعب ب‍الدوري الإسباني الدرجة الثانية عن التوقيع مع داروين في صفقة مدتها خمس سنوات، مقابل رسوم تبلغ قيمتها 4.5 مليون دولار بالإضافة إلى 1.5 مليون دولار كمتغيرات. ظهر لأول مرة في 3 أكتوبر كلاعب بديل في المباراة التي انتهت بالخسارة بنتيجة 4–2 في الدوري أمام نادي ريال سبورتينغ خيخون.
في 27 أكتوبر 2019، لعب داروين مباراة للمرة الأولى كلاعب أساسي بالتشكيلة، وسجل الهدف الأول لناديه الجديد في الفوز 3–2 على أرضه ضد إكستريمادورا من ركلة جزاء. أنهى داروين موسمه الوحيد في ملعب ألعاب البحر الأبيض المتوسط بصفته رابع هدافي الدوري المشترك برصيد 16 هدفًا، بقيادة مواطنه كريستيان ستواني.

### بنفيكا

#### 2020–21: التأقلم مع الأجواء البرتغالية
في 4 سبتمبر 2020، وقع داروين عقدًا لمدة خمس سنوات مع نادي بنفيكا البرتغالي، الذي دفع 24 مليون يورو للاعب. كان هذا أيضًا أكبر انتقال لألميريا و كذلك في تاريخ الدوري الإسباني الدرجة الثانية. بعد أحد عشر يومًا، ظهر لأول مرة مع النادي في الخسارة 2–1 أمام نادي باوك في مرحلة الثالثة من مرحلة التصفيات المؤهلة ل‍دوري أبطال أوروبا حيث حل كبديل للاعب بيدرينهو في الدقيقة 65 من عمر المباراة. 
بتمريرته الحاسمة في الفوز 3–0 على ريو أفي في 18 أكتوبر، وصل داروين إلى خمس تمريرات حاسمة في أول أربع مباريات بالدوري. في 22 أكتوبر، سجل أهدافه الأولى للنادي بهاتريك ضد لخ بوزنان في الفوز 4–2 خارج الأرض في مرحلة المجموعات من الدوري الأوروبي. بعد أربعة أيام، سجل هدفه الأول ببطولة الدوري البرتغالي الممتاز في الفوز 2–0 على أرضه أمام نادي بيلينينسيس.
في 3 ديسمبر، بعد ثلاثة أسابيع من التوقف بسبب مرض فيروس كورونا 2019، عاد إلى اللعب ضد نادي لخ بوزنان في دور المجموعات في الدوري الأوروبي، وسجل هدف بنفيكا الثاني في الفوز 4–0 على أرضه. وعانى داروين على مدار الموسم من آثار الفيروس والإصابات المختلفة، ولم يسجل لمدة أربعة أشهر. سجل ستة أهداف في الدوري وقدم عشرة تمريرات حاسمة وهو ثاني أفضل لاعب في الدوري و ساعد بنفيكا في الوصول إلى المركز الثالث والتأهل إلى الدور التمهيدي الثالث لدوري أبطال أوروبا.

#### 2021–22: التألق وهداف الدوري

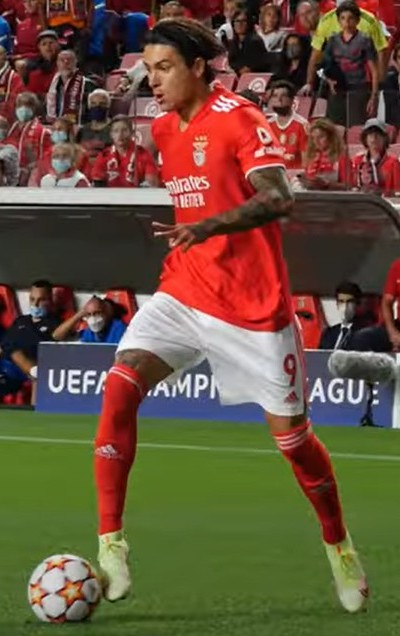
داروين يلعب مع بنفيكا عام 2021

في مايو 2021، خضع داروين لعملية جراحية بسبب إصابة في ركبته اليمنى، مما أجبره على الغياب عن أشهر بنفيكا الأولى من موسم 2021–22. عاد من الإصابة في 21 أغسطس، ليحل محل اللاعب إيفرتون سواريس في الدقيقة 72، بفوزه 2–0 خارج ملعبه على جيل فيسنتي، ولكنه حصل على البطاقة الصفراء في هذه المباراة. اتبع داروين ذلك بتسجيله لهدفين في مباريتين المتتالية ضد كلا من نادي سانتا كلارا و نادي بوافيشتا في الدوري البرتغالي الممتاز، حيث حصل على لقب أفضل لاعب في الدوري لشهر سبتمبر. في 29 سبتمبر، سجل أول هدفين له ببطولة دوري أبطال أوروبا في الفوز 3–0 على أرضه أمام نادي برشلونة ،نتيجة لأدائه حصل داروين على جائزة رجل المباراة.
في 27 نوفمبر، سجل أول هاتريك له في الدوري حيث أنهى فريقه الشوط الأول بنتيجة 7–0 أمام نادي بيلينينسيس، على الرغم من التخلي عن المباراة في وقت مبكر من الشوط الثاني بسبب عدم كفاية اللاعبين في الفريق المضيف المتأثر بفيروس كورونا؛ في 12 ديسمبر سجل داروين هاتريك أخر ضد فاماليساو في الفوز 4–1 خارج الأرض، ليصبح سابع لاعب في تاريخ الدوري يسجل عدد من الهاتريك متتاليين. بعد ثلاثة أيام، سجل هدفين في الفوز 3–0 على أرضه أمام نادي كوفيلها لإرسال فريقه إلى الدور نصف النهائي من كأس الدوري البرتغالي، غاب داروين عن المباراة للعب مع الأوروغواي، أثناء تواجده مع الأوروغواي هُزم بنفيكا 2–1 على يد منافسه سبورتينغ لشبونة في النهائي لكأس الدوري البرتغالي.
في 27 فبراير، سجل داروين هدفه العشرين في الدوري لصالح بنفيكا في العديد من المباريات، في فوز 3–0 على أرضه ضد فيتوريا دي غيماريش. في 15 مارس، في مباراة الإياب من دور الـ16 في بطولة دوري أبطال أوروبا 2021–22، سجل الهدف الوحيد للفوز خارج أرضه على نادي أياكس، وتحقيق الفوز بمجموع 3-2 في المبارتين. في 9 أبريل، سجل ثالث هاتريك له هذا الموسم في فوز 3–1 ضد نادي بيلينينسيس، ليصل إجمالي عدد أهدافه لهذا الموسم إلى 31 هدفًا. سجل داروين هدفين أمام نادي ليفربول في ربع النهائي دوري أبطال أوروبا: أحدهما في مباراة الذهاب والآخر في الإياب، بينما تم إقصاء فريقه 6-4 في المجموع للمبارتين. هدفه السادس في هذا الموسم لدوري الأبطال جعله أفضل هدافي بنفيكا على الإطلاق في تاريخ دوري أبطال أوروبا الحديث، متجاوزًا سجل نونو غوميش الذي سجل خمسة أهداف في موسم 1998–99.
في 17 أبريل، سجل هدفًا وقدم تمريرة حاسمة للمساعدة في هزيمة سبورتينغ لشبونة بنتيجة 2–0 في مباراة بالدوري و‌المشهورة عند مشجعين كرة القدم باسم ديربي لشبونة، وتم اختياره للفوز بجائزة أفضل لاعب في المباراة. أنهى داروين الموسم برصيد 26 هدفًا في 28 مباراة بالدوري، وحصل على جائزة هداف الدوري البرتغالي الممتاز لموسم 2021–22.

### ليفربول

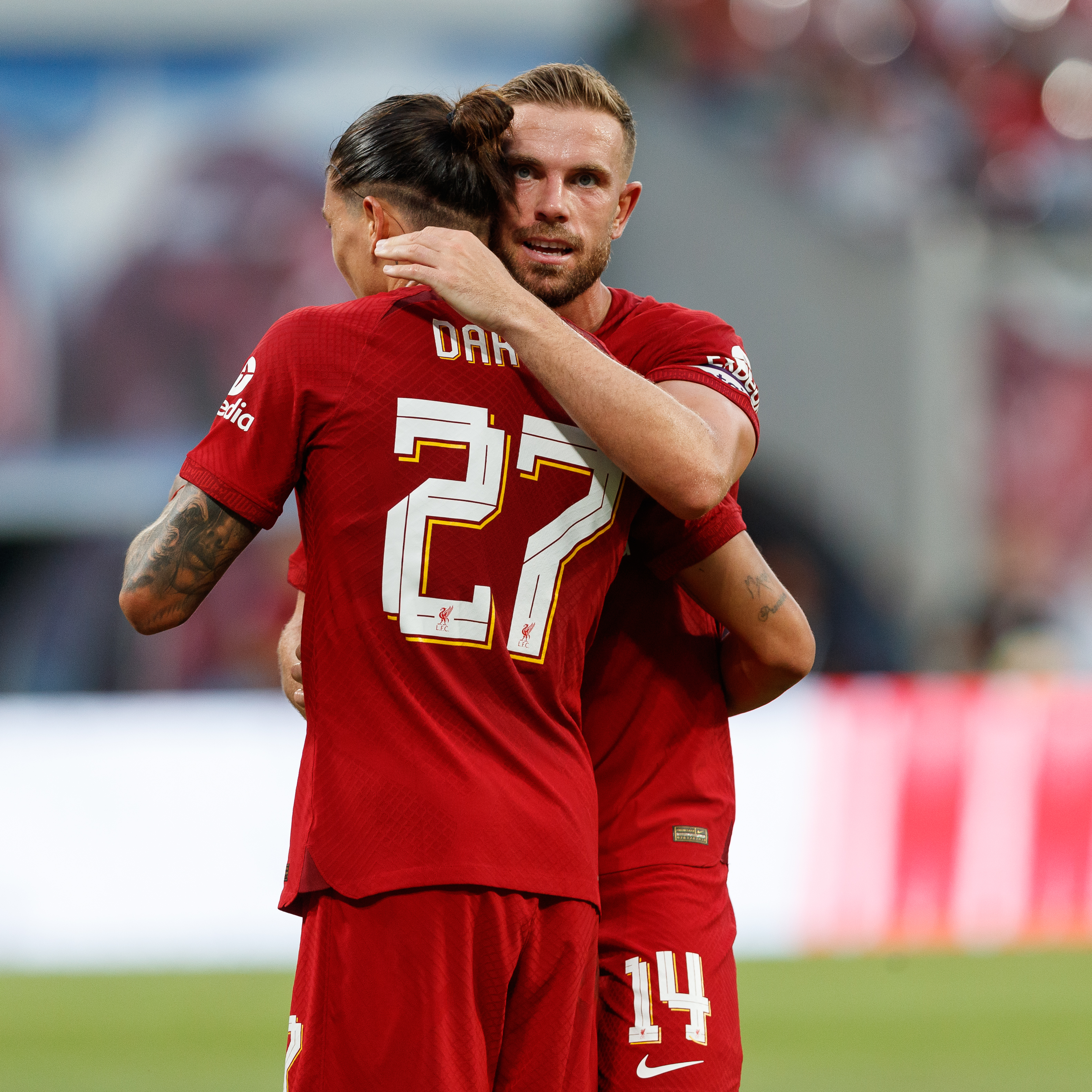
داروين (يسار) يحتفل عقب تسجيله لهدف مع ليفربول أمام آر بي لايبزيغ في مباراة ودية عام 2022

في 13 يونيو 2022، توصل نادي ليفربول إلى اتفاق مع نادي بنفيكا لشراء داروين مقابل 75 مليون يورو بالإضافة إلى 25 مليون يورو كإضافات. في اليوم التالي، أكد النادي الصفقة، مقابل 64 مليون جنيه إسترليني، مع الإضافات التي من المحتمل أن تزيد الصفقة إلى 85 مليون جنيه إسترليني في وقت لاحق، مما يجعل هذه الصفقة هي أكبر صفقة يبرمها النادي في تاريخه. في 30 يوليو 2022، ربح داروين ركلة جزاء لفريقه التي نفذها زميله في الفريق محمد صلاح، بالإضافة إلى تسجيله لهدفه الأول مع ليفربول في فوز النادي 3–1 على مانشستر سيتي في درع الاتحاد الإنجليزي. في 6 أغسطس 2022، سجل داروين هدفه الأول في الدوري مع ليفربول في أول مباراة له في الدوري الإنجليزي الممتاز ضد فولهام، والتي انتهت بالتعادل الإيجابي بنتيجة 2–2 كما قدم تمريرة حاسمة لزميله في الفريق محمد صلاح والتي سجل منها الهدف الثاني لنادي ليفربول. يوم 15 أغسطس 2022، تحصل داروين على بطاقة حمراء في أولى مبارياته كأساسي مع الفريق، أمام كريستال بالاس في مباراة انتهت بالتعادل 1–1، لسلوكه العنيف مع مدافع الفريق الضيف. في 12 أكتوبر 2022، سجل داروين هدفه الأول في دوري أبطال أوروبا مع ليفربول في الفوز 7–1 على نادي رينجرز. ومع ذلك، تلقى داروين انتقادات خلال النصف الأول من الموسم لإضاعة عدد كبير من الفرص في المباريات. في أول 23 مباراة له مع ليفربول، سجل داروين 10 أهداف، أكثر من لويس سواريز و‌ساديو ماني بهدف واحد في نفس عدد المباريات للنادي.
في 18 فبراير 2023، سجل داروين هدفه الأول في العام الجديد، وافتتح التسجيل في فوز ليفربول 2–0 على أرضه أمام نيوكاسل يونايتد، مما ساعد ناديه على أن يصبح الفريق الوحيد الذي هزم نيوكاسل مرتين خلال الموسم حيث فاز مسبقًا بنتيجة 2–1 على ملعب سانت جيمس بارك في أغسطس. في 21 فبراير، سجل داروين هدف ليفربول الأول في الخسارة 5–2 على أرضه أمام ريال مدريد في مباراة الذهاب من دور الـ16 في دوري أبطال أوروبا، في 5 مارس، سجل ثنائية أمام مانشستر يونايتد في دربي الشمال الغربي حيث انتهت المباراة بالفوز بنتيجة 7–0 وذلك على ملعب أنفيلد.
هناك عدة عروض لمغادرة ليفربول خلال فترة الانتقالات الصيفية المقبلة. يدرس نادي ميلان الإيطالي التعاقد معه، حيث رصد النادي 60 مليون يورو لضم نونيز في حالة توافر الرغبة من جانبه. كما يُشاع أن دوري روشن السعودي يخطط لضم نونيز في صيف 2025.

## مسيرته الدولية

### فترة الشباب
لعب داروين مع منتخب الشباب وكان جزءًا من الفريق الأقل من 20 عامًا الذي احتل المركز الثالث في بطولة أمريكا الجنوبية تحت 20 سنة لعام 2019.
شارك داروين أيضًا في كأس العالم للشباب 2019، وسجل في المباراة الافتتاحية و‍التي إنتهت بالفوز بنتيجة 3–1 على النرويج والهدف الافتتاحي في الفوز 2–0 على نيوزيلندا في المباراة النهائية للمجموعة ، لمساعدة أوروجواي على احتلال صدارة المجموعة جيم. تم إقصاء بلاده من البطولة بعد الخسارة 1–3 أمام الإكوادور في دور الـ16.
كان داروين أيضًا في تشكيلة فريق أقل من 22 عامًا التي احتلت المركز الرابع في دورة الألعاب الأمريكية 2019 في بيرو ، وسجل في  فوز الافتتاح 2–0 على بيرو.

### الفترة الإحترافية

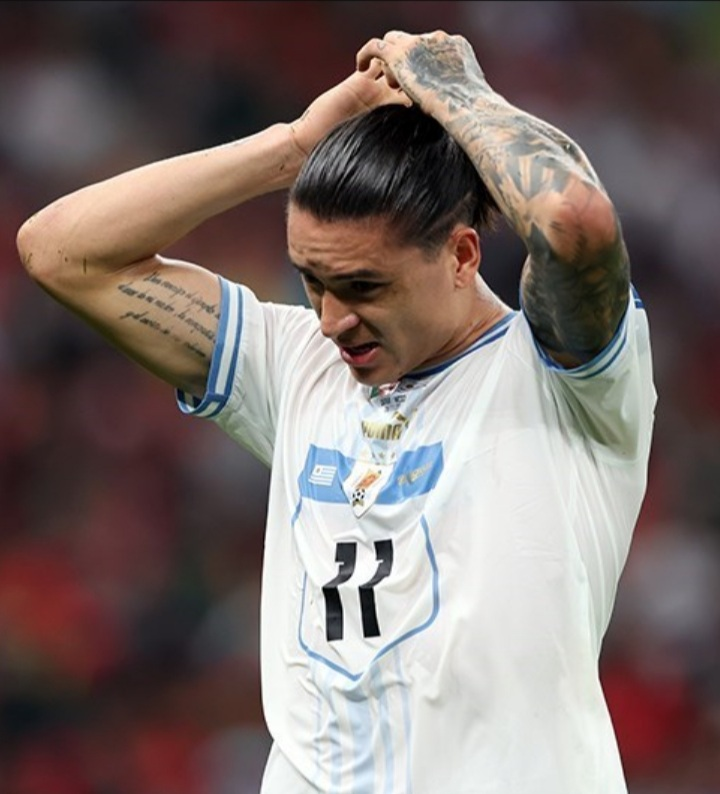
داروين أثناء مباراة بدور المجموعات أمام البرتغال في كأس العالم 2022

تم استدعاء داروين إلى الفريق الأول لإجراء مباريات ودية ضد كوستاريكا والولايات المتحدة في سبتمبر 2019. ظهر لأول مرة دوليًا في 16 أكتوبر في تعادل 1-1 خارج أرضه مع بيرو، ليحل محل بريان لوزانو في الدقيقة 75 من المباراة وسجل بعد ذلك بخمس دقائق.
في يونيو 2021، تم ضم داروين إلى تشكيلة الأوروغواي النهائية المكونة من 26 لاعباً في كوبا أمريكا 2021 المقامة في البرازيل. بسبب إصابة في الركبة اليمنى من شأنها التي إستبعدته لمدة شهرين والتي بسببها غاب عن البطولة.
تم اختيار داروين ضمن تشكيلة الأوروجواي التي ستلعب في كأس العالم 2022 المقامة في قطر. خرجت الأوروجواي من البطولة في دور المجموعات، بعد أن احتلت تحت كوريا الجنوبية في جدول ترتيب المجموعة الثامنة بفارق الأهداف الأهداف.

## أسلوب لعبه
داروين معروف بسرعته وانطلاقاته في الملعب ولديه فنيات رائعة في كرة القدم. داروين هو لاعب بالقدم اليمنى، ولديه إمكانيات رائعة، وتسارعًا ممتازًا، وسرعة الركض هي أفضل مهاراة يمتلكها اللاعب؛ بسبب قدرته على الإنطلاق بالكرة بسرعة ليكون قادرًا على إحداث الفارق في المباراة. لديه أيضًا وعي جيد، فهو يقوم بالمسح والتحليل في اللعبة ويستطيع اتخاذ القرارات الصائبة المتعلقة بالكرة والمساحة وزملائه والخصوم. داروين يلعب في مركز رأسَ حربة، حيث يتمتع بنطاق ديناميكي من الحركة الذي يُمَكنه شن هجمات مرتدة، وهو حاسم في منطقة الجزاء؛ حيث يسدد الكرة بقوة في الشباك. إنه بارع في الستغلال المساحات، ورائع في الابتكار، وجيد في التسديدات من المواقف المتنوعة. وهو قادر أيضًا على اللعب في مركز جناح أيسر. عادةً ما يختار داروين الاعتماد على التمركز الذكي وهو أنه يقوم بتحليل حركات الخصم واتخاذ القرار الصائب وتوقيت الركض بين المدافعين، خاصةً في استغلال المساحة بين الظهير وقلب الدفاع، وغالبًا في بداية المباراة يبتعد عن قلب الدفاع ويقوم بالهجوم مستغلًا سرعته وبالتالي لن يقوم أي مدافع باللحاق به أو منعه من التسجيل، ويستخدم جسده أيضًا إما لتجنب المدافع وعدم الوقوع في الخطأ، أو يحاول اللعب بقوة كافية للوصول إلى عرضية قبل ما يقوم مدافع الخصم بإبعادها.
خلال فترة لعب مع بنفيكا، تحت تدريب جورجي جيسوس ونيلسون فيريسيمو، لعب داروين في مجموعة متنوعة من المراكز لعب كمهاجم وكجناح أيسر في تشكيلات 4–4–2 و3–4–3، مع التمركز الرائع، والتغيير في لعب بنفيكا بين الاستحواذ و الهجمات المرتدة. كانت قدرته على الانجراف داخل منطقة الجزاء وخلق المساحة جزءًا رئيسيًا من لعبته، بينما كان مدعومًا أيضًا بوجود مهاجم آخر (إما هاريس سيفيروفيتش أو غونسالو راموس)، مما مكّن داروين من تواجد مساحات واسعة أمامه ليصبح منفردًا في منطقة الجزاء بالمرمى. أسلوبه في اللعب أدى إلى مقارنته بزملائه في الهجوم في الأوروغواي إدينسون كافاني و‌لويس سواريز.

## حياته الشخصية
أعلن داروين وشريكته لورينا مانياس عن ولادة طفلهما الأول، وهو ابن أطلق عليه اسم داروين أيضًا، في عام 2022.

## الإنجازات
بنيارول
- الدوري الأوروغواياني الممتاز: 2017، 2018

بنفيكا
- كأس الدوري البرتغالي: الوصيف 2021–22

ليفربول
- درع الاتحاد الإنجليزي 2022[73]

الإنجازات الفردية
- هداف الدوري البرتغالي: 2021–22
- جائزة أفضل لاعب في الدوري البرتغالي: 2022[74]

## وصلات خارجية
- داروين نونيز على موقع الاتحاد الأوربي (الإنجليزية)
- داروين نونيز على موقع إي إس بي إن إف سي (الإنجليزية)
- داروين نونيز على موقع قاعدة بيانات كرة القدم.إي يو (الإنجليزية)
- داروين نونيز على موقع ليكيب (الفرنسية)
- داروين نونيز على موقع ناشيونال فوتبول تيمز (الإنجليزية)
- داروين نونيز على موقع Soccerbase.com (لاعب) (الإنجليزية)
- داروين نونيز على موقع Soccerway.com (الإنجليزية)
- داروين نونيز على موقع عالم كرة القدم.نت (الإنجليزية)
- داروين نونيز على موقع 365scores (الإنجليزية)
- داروين نونيز على موقع 365scores (الإنجليزية)